# Anthophora perezi
Anthophora perezi är en biart som beskrevs av Morawitz 1895. Anthophora perezi ingår i släktet pälsbin, och familjen långtungebin. Inga underarter finns listade i Catalogue of Life.